# Ardıçdere, Ardahan
Ardıçdere là một xã thuộc thành phố Ardahan, tỉnh Ardahan, Thổ Nhĩ Kỳ. Dân số thời điểm năm 2010 là 170 người.